# Menodora
Menodora  é um gênero botânico da família Oleaceae
Encontrado nos EUA, México, Chile, Argentina, Bolívia, Paraguai, Brasil e na África.

## Sinonímia
Bolivaria, Calyptrospermum, Menodoropsis

### Espécies
Composto por 22 espécies:
Menodora africana
Menodora coulteri
Menodora decemfida
Menodora gypsophila
Menodora helianthemoides
Menodora heterophylla
Menodora hintoniorum
Menodora integrifolia
Menodora intricata
Menodora jaliscana
Menodora juncea
Menodora laevis
Menodora linoides
Menodora longiflora
Menodora mexicana
Menodora muellerae
Menodora pulchella
Menodora robusta
Menodora scabra
Menodora scoparia
Menodora spinescens
Menodora tehuacana

### Espécies en Sinonímia
Menodora chlorargantha = integrifolia;
Menodora hassleriana = integrifolia;
Menodora hispida = longifolia;
Menodora magniflora = helianthemoides;
Menodora pinnatifida = integrifolia;
Menodora potosiensis = mexicana;
Menodora pinnatisecta = integrifolia;
Menodora pubens = longiflora;
Menodora trifida = integrifolia;
Menodora yecorana = scabra;

## Nome e referências
Menodora Bonpland, 1812